# Södra Vindö
Södra Vindö är en bebyggelse norr om Djurö på södra delen av Vindö. SCB avgränsade här en småort mellan 1995 och 2015. Vid tätortsavgränsningen 2015 kom Södra Vindö att inkluderas i tätorten Djurö. Vid avgränsningen 2020 klassades  den åter som en separat bebyggelse, preliminärt till juni 2022 namnsatt till Norra Djurö.

## Befolkningsutveckling
| Befolkningsutvecklingen i Södra Vindö 1995–2020 | Befolkningsutvecklingen i Södra Vindö 1995–2020 | Befolkningsutvecklingen i Södra Vindö 1995–2020 | Befolkningsutvecklingen i Södra Vindö 1995–2020 | Befolkningsutvecklingen i Södra Vindö 1995–2020 |
| ----------------------------------------------- | ----------------------------------------------- | ----------------------------------------------- | ----------------------------------------------- | ----------------------------------------------- |
|                                                 |                                                 |                                                 |                                                 |                                                 |
| År                                              |                                                 |                                                 | Folkmängd                                       | Areal (ha)                                      |
| 1995                                            | 1995                                            |                                                 | 219                                             | 282#                                            |
| 2000                                            | 2000                                            |                                                 | 258                                             | 281#                                            |
| 2005                                            | 2005                                            |                                                 | 284                                             | 285#                                            |
| 2010                                            | 2010                                            |                                                 | 297                                             | 285#                                            |
| 2015                                            | 2015                                            |                                                 | 0                                               | 0#                                              |
| 2020                                            | 2020                                            |                                                 | 342                                             | 393                                             |
| Anm.: 2015 del av Djurö # Som småort.           |                                                 |                                                 |                                                 |                                                 |